# Свєтлічний Леонід Стович
Леонід Стович Свєтлічний (Світличний) — український гідробіолог і зоолог, фахівець з фізіології, екології та поведінки планктонних веслоногих ракоподібних, кандидат біологічних наук (1983), провідний науковий співробітник Інституту зоології імені І. І. Шмальгаузена НАН України. Автор понад 180 наукових праць, зокрема монографій і довідників, причому значна частина статей опублікована у провідних міжнародних виданнях, таких як «Journal of Experimental Biology», «Journal of Plankton Research», «Marine Biology» тощо.
Станом на 2024 рік має одні з найвищих наукометричних показників серед гідробіологів і зоологів України: індекс Гірша 18 у Scopus (785 цитувань, 49 документів) і 25 у Google Scholar (1791 цитування).

## Життєпис
Протягом 1968—1975 років навчався на біологічному факультеті Сімферопольського державного університету (згодом Таврійський національний університет, Крим). Одночасно з цим з 1968 року почав працювати лаборантом у відділі планктону Інституту біології південних морів АН УРСР у Севастополі, де продовжив роботу після закінчення університету. У 1982 році захистив кандидатську дисертацію «Биомеханические аспекты парения и плавания копепод» за спеціальністю «гідробіологія» у вченій раді Інституту біології південних морів і отримав відповідний ступінь 1983 року. З 1986 року — старший науковий співробітник відділу фізіології тварин і біохімії цього ж закладу. У 2006 році отримав звання старшого наукового співробітника. З 2014 року — провідний науковий співробітник відділу фізіології тварин і біохімії Інституту біології південних морів імені О. О. Ковалевського НАН України. Пропрацював у цій установі близько 48 років. З початку 2017 року працює у Києві провідним науковим співробітником відділу фауни та систематики безхребетних Інституту зоології імені І. І. Шмальгаузена НАН України.

## Експедиції

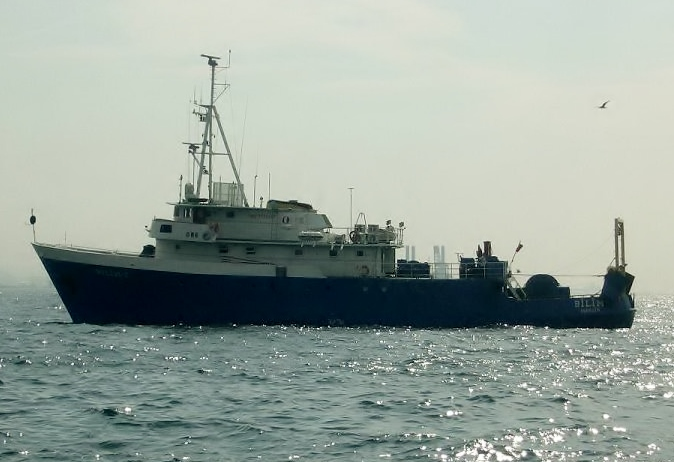
Турецьке науково-дослідне судно, в експедиціях на борту якого брав участь Л. С. Свєтлічний

У 1974—2018 роках брав участь у 15 тривалих наукових експедиціях у Атлантичний та Індійський океани, Середземне та Чорне моря на борту науково-дослідних суден «Академік Ковалевський», «Професор Водяницький», «Михайло Ломоносов» (Україна, науковий флот НАН України і раніше АН УРСР), «Bilim» («Bilim-2») (Туреччина) та «Knorr» (США). Також учасник понад 30 дослідницьких рейсів на борту менших науково-дослідних суден в Чорне та Мармурове моря.

## Участь у міжнародних проєктах
Протягом 1996—2019 років брав участь у 9 великих міжнародних науково-дослідних проєктах, переважно українсько-турецьких, зокрема за підтримки НАТО і ЄС, щодо вивчення різних екологічних аспектів Чорного та Мармурового морів. Зокрема в 3 з цих 9 проєктів Л. С. Свєтлічний був співкерівником. В рамках їх виконання, окрім іншого, здійснив близько 20 наукових візитів у науково-дослідні установи Туреччини, а також у 2007—2009 роках два візити до морської біологічної станції Університету Саленто (Італія).

## Наукові дослідження

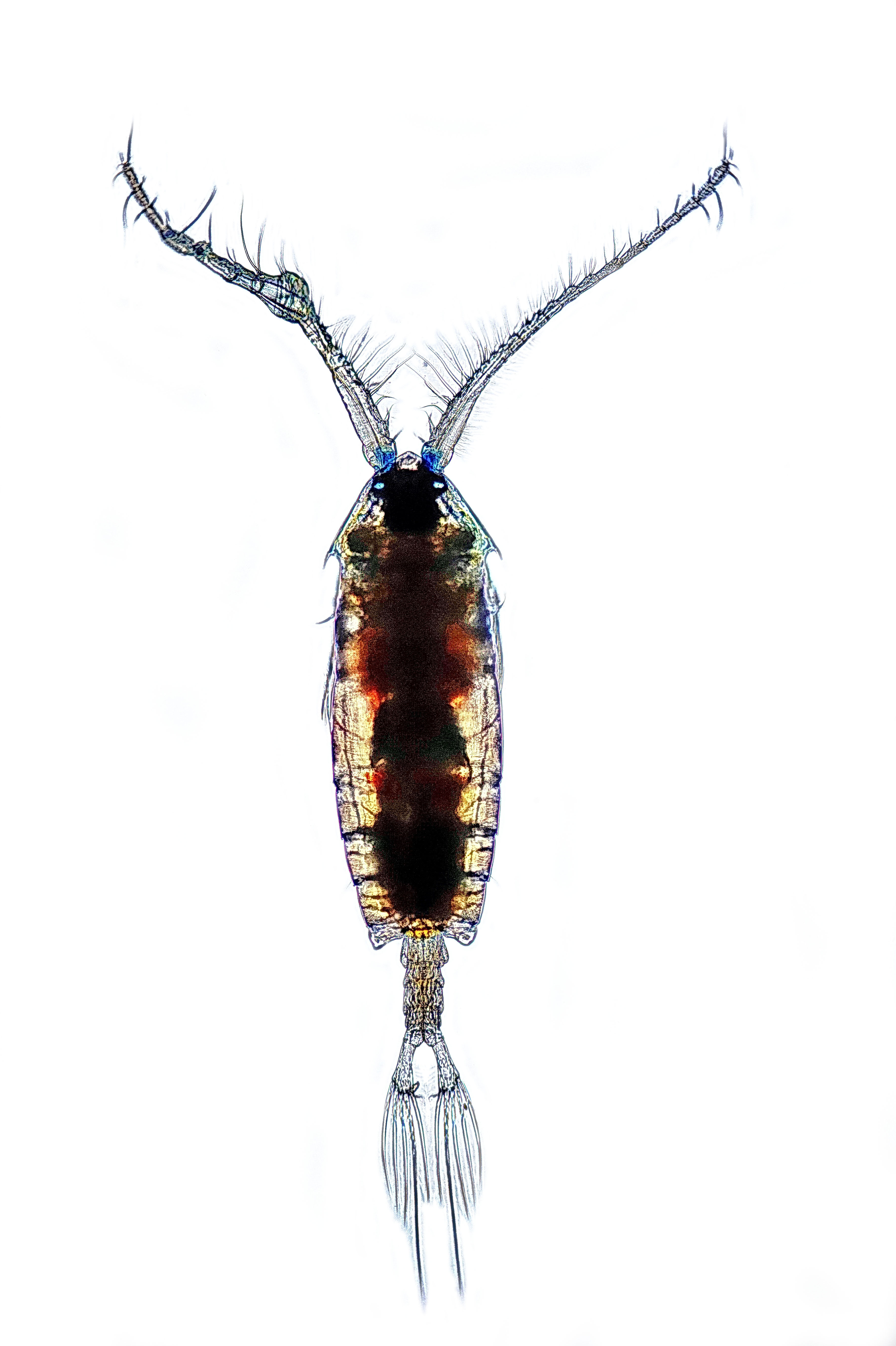
Рачок Pontella mediterranea, один з об'єктів досліджень Л. С. Свєтлічного на фото його авторства

З початкових етапів роботи більшість досліджень Л. С. Свєтлічного присвячена вивченню різноманітних аспектів локомоції веслоногих ракоподібних (копепод), зокрема з позицій фізіології, екології, етології, морфології, біомеханіки та кінематики. Найбільше як модельний об'єкт у цих дослідженнях Л. С. Свєтлічний використовував рачка Calanus helgolandicus (C. euxinus), також Pseudocalanus elongatus, Acartia clausi, Anomalocera patersoni, Pontella mediterranea, Paracalanus parvus, Oithona nana тощо. В таких дослідженнях Л. С. Свєтлічний вперше встановив низку аспектів локомоторної активності копепод, зокрема деякі їх стратегії втечі від хижаків, а також вперше встановив параметри локомоції для декількох видів копепод, тощо. Ці дослідження Л. С. Свєтлічного стали основою для декількох його фундаментальних і узагальнюючих праць.
Для дослідження параметрів локомоції копепод Л. С. Свєтлічний зокрема винайшов, сконструював і запатентував два оригінальні прилади.
Також вивчає вплив зміни таких факторів як солоність води, температура води та концентрація кисню у воді на життєдіяльність планктонних копепод, зокрема на їх життєві цикли.
Значну увагу Л. С. Свєтлічний приділяє вивченню інвазивних видів та їх фізіологічним і екологічним особливостям за межами природних ареалів, окрім копепод також і їх ворогів — реброплавів Beroe ovata та Mnemiopsis leidyi, інтродукованих до Чорного моря.
Брав участь у загальній інвентаризації видового складу планктонних копепод Чорного моря, опублікованій 2014 року.
З 2018 року одним з напрямків досліджень Л. С. Свєтлічного є вивчення фізіологічних аспектів поїдання деякими видами копепод мікропластику.

## Деякі найважливіші наукові праці
- Светличный, Л. С., Загородняя, Ю. А., Степанов, В. Н. 1977. Биоэнергетика веслоногого рачка Pseudocalanus elongatus (Воеск) в период миграции. Биология моря, 6: 41—49.
- Степанов, В. Н., Светличный, Л. С. 1981. Исследования гидромеханических характеристик планктонных копепод. Киев: Наукова думка, 126 с.
- Светличный, Л. С. 1986. Реакция избегания у веслоногого рачка Calanus helgolandicus. Зоологический журнал, 65 (4): 506—515.
- Светличный, Л. С. 1987. Скорость, сила и энергозатраты при движении копепод. Океанология, 27 (4): 497—502.
- Светличный, Л. С. 1988. Соотношение параметров локомоции и размеров тела при бросковом плавании копепод. Журнал общей биологии, 49 (3): 401—408.
- Светличный, Л. С. 1991. Киносъемка, тензометрия и энергетическая оценка плавательных движений ротовыми конечностями Calanus helgolandicus (Crustacea, Copepoda). Зоологический журнал, 70 (3): 23—29.
- Svetlichny, L. S., Hubareva, E. S., Erkan, F., Gucu, A.G. 2000. Physiological and behavioral aspects of Calanus euxinus females (Copepoda, Calanoida) during vertical migration. Marine Biology[en], 137: 963—971.
- Svetlichny, L. S., Hubareva E. S. 2002. The effect of oxygen concentration on metabolism and locomotory activity of Moina micrura (Cladocera) cultured under hypo- and normoxia. Marine Biology[en], 141: 145—151.
- Svetlichny, L. S., Abolmasova, G. I., Hubareva, E. S., Finenko, G. A., Bat, L., Kideys, A. E. 2004. Respiration rates of Beroe ovata in the Black Sea. Marine Biology[en], 145 (3): 585—593.
- Svetlichny, L. S., Hubareva, E. S. 2005. The energetics of Calanus euxinus: locomotion, filtration of food and specific dynamic action. Journal of Plankton Research[en], 7: 671—682.
- Svetlichny, L., Hubareva, E. 2009. Energy allocation and development patterns in Calanus euxinus (Copepoda). In: Trophic Relationships and Food Supply of Heterotrophic Animals in the Pelagic Ecosystem of the Black Sea. Istanbul, Turkey: 36—98.
- Svetlichny, L., Hubareva, E. 2014. Salinity tolerance of alien copepods Acartia tonsa and Oithona davisae in the Black Sea. Journal of Experimental Marine Biology and Ecology[en], 461: 201—208.
- Svetlichny, L., Hubareva, E., Isinibilir, M. 2017. Comparative trends in respiration rates, sinking and swimming speeds of copepods Pseudocalanus elongatus and Acartia clausi with comments on cost of brooding strategy. Journal of Experimental Marine Biology and Ecology[en], 488: 24—31.
- Svetlichny, L., Larsen, P., Kiørboe, T. 2018. Swim and fly: escape strategy in neustonic and planktonic copepods. Journal of Experimental Biology[en], 221 (2): 1—9.
- Svetlichny, L., Hubareva, E., Isinibilir, M. 2018. Temperature, salinity and oxygen concentration in life history traits of the Black Sea copepods. In: Trends in Copepod Studies — Distribution, Biology and Ecology. New York: Nova Science Publishers: 173—218.
- Svetlichny, L., Hubareva, E., Khanaychenko, A., Uttieri, M. 2019. Response to salinity and temperature changes in the alien Asian copepod Pseudodiaptomus marinus introduced in the Black Sea. Journal of Experimental Zoology[en] Part A: Ecological and Integrative Physiology, 331 (8): 416—426.
- Svetlichny, L., Larsen, P., Kiørboe, T. 2020. Kinematic and dynamic scaling of copepod swimming. Fluids, 68 (5): 1—28.
- Svetlichny, L., Hubareva, E., Uttieri, M. 2021. Ecophysiological and behavioural responses to salinity and temperature stress in cyclopoid copepod Oithona davisae with comments on gender differences. Mediterranean Marine Science[en], 22 (1): 80—101.
- Svetlichny, L., Isinibilir, M., Mykitchak, T., Eryalçın, K.M., Türkeri, E. E., Yuksel, E., Kideys, A.E. 2021. Microplastic consumption and physiological response in Acartia clausi and Centropages typicus: Possible roles of feeding mechanisms. Regional Studies in Marine Science, 43, 101650.
- Svetlichny, L., Obertegger, U. 2022. Influence of temperature on swimming performance and respiration rate of the cold-water cyclopoid copepod Cyclops vicinus. Journal of Thermal Biology[en], 109, 103320.
- Svetlichny, L., Rudi Strickler, J., & Obertegger, U. 2022. Swimming and respiration in cyclopoid copepods Thermocyclops oithonoides and Oithona davisae and calanoid copepod Paracalanus parvus. Journal of Experimental Zoology[en] Part A: Ecological and Integrative Physiology, 337 (8): 835—851.
- Svetlichny, L., Obertegger, U. 2023. Swimming behavior and energy metabolism of the calanoid copepod invader Sinodiaptomus sarsi. Zoology. 159, 126107.
- Svetlichny, L., Obertegger, U. 2024. Influence of egg sacs on the swimming performance of freshwater cyclopoid copepods. Journal of Plankton Research.
- Svetlichny, L., Uttieri, M. 2024. Kinematic characteristics of calanoid copepod appendage motion. Journal of Plankton Research.